# Kongeriget Montenegro
Kongeriget Montenegro (montenegrinsk: Краљевина Црнa Горa, Kraljevina Crna Gora) var et kongerige i Sydøsteuropa.
Hovedstad var Cetinje. Valutaen var montenegrinsk perper. Staten var formelt et konstitutionelt monarki men fungerede i praksis som et absolut monarki. Kongeriget Serbien og Montenegro sluttedes i 1918 sammen i et jugoslavisk kongerige sammen med områder, der tidligere havde hørt under Østrig-Ungarn.

## Historie
Kongeriget Montenegro blev proklameret af Knjaz Nikola i Cetinje den 28. august 1910.
Balkankrigene (1912 – 1913) blev starten på kongerigets opløsning. Montenegro gjorde territorielle erobringer ved at dele Sandžak med Serbien den 30. maj 1913. Dette viste sig dog at være til skade, da det indebar, at et territorium blev indlemmet uden, at stor dele af befolkningen følte noget tilhørsforhold til Montenegro. Desuden blev Skadar overladt til Albanien efter stormagternes befaling til trods for, at Montenegro allerede havde ofret 1.000 liv for at indtage byen fra Det osmanniske riges (albanske) soldater ledede af Esad Pasha.
Under 1. verdenskrig (1914 – 1918) var Montenegro allieret med de allierede. Fra 15. januar 1916 til oktober 1918 var Montenegro okkuperet af Østrig-Ungarn.
Den 20. juli 1917 blev Korfu-deklarationen undertegnet om Montenegros forening med Serbien. Den 26. november 1918 blev Montenegros sammenslutning med Serbien proklameret. Kong Nikola støttede genforeningen med Serbien for at muliggøre en stor serbisk stat for alle serbere men endte i konflikt med kong Alexander, som var regent i Serbien. Uenigheden handlede om hvem, som skulle styre det nye kongerige. Kong Nikola blev afsat og gik i eksil.

## Regenter (1910-1918)
- Nikola 1., konge fra 1910 til 1918

### Titulære regenter (1918-)
- Nikola 1. (1918 - 1921)
- Danilo (Danilo 3.) (1921)
- Michael af Montenegro (Michael 1.) (1921 - 1986)
- Nikola 2. (1986 -)
  - (prætendent Boris (født 1980)

## Statsministre
- Lazar Tomanović (1910-1912)
- Mitar Martinović (1912-1913)
- Janko Vukotić (1913-1915)
- Milo Matanović (1915-1916)

### Statsministere i eksil
- Lazar Mijušković (1916)
- Andrija Radović (1916-1917)
- Milo Matanović (1917)
- Evgenije Popović (1917-1919)
- Jovan Plamenac (1919-1921)
- Anto Gvozdenović (1921-1922)
- Milutin Vučinić (1922)
- Anto Gvozdenović (1922)